# Duratius
Duratius war zur Zeit des Gallischen Krieges des römischen Feldherrn Gaius Iulius Caesar der Häuptling des keltischen Stammes der Piktonen.
Wegen seiner Romtreue wurde Duratius 51 v. Chr. von Dumnacus, dem Führer der Andecaven, in Lemonum (heute Poitiers) belagert. Er erhielt aber Hilfe von zwei Legaten Caesars, zuerst von Gaius Caninius Rebilus, dann auch von Gaius Fabius, so dass Dumnacus in der Folge die Belagerung von Lemonum aufheben musste.
Duratius’ weiteres Schicksal ist unbekannt. Es wurden piktonische Silbermünzen gefunden, auf deren Vorderseite sein Name in der abgekürzten Form Durat. erscheint.